# Nordiska studentmöten

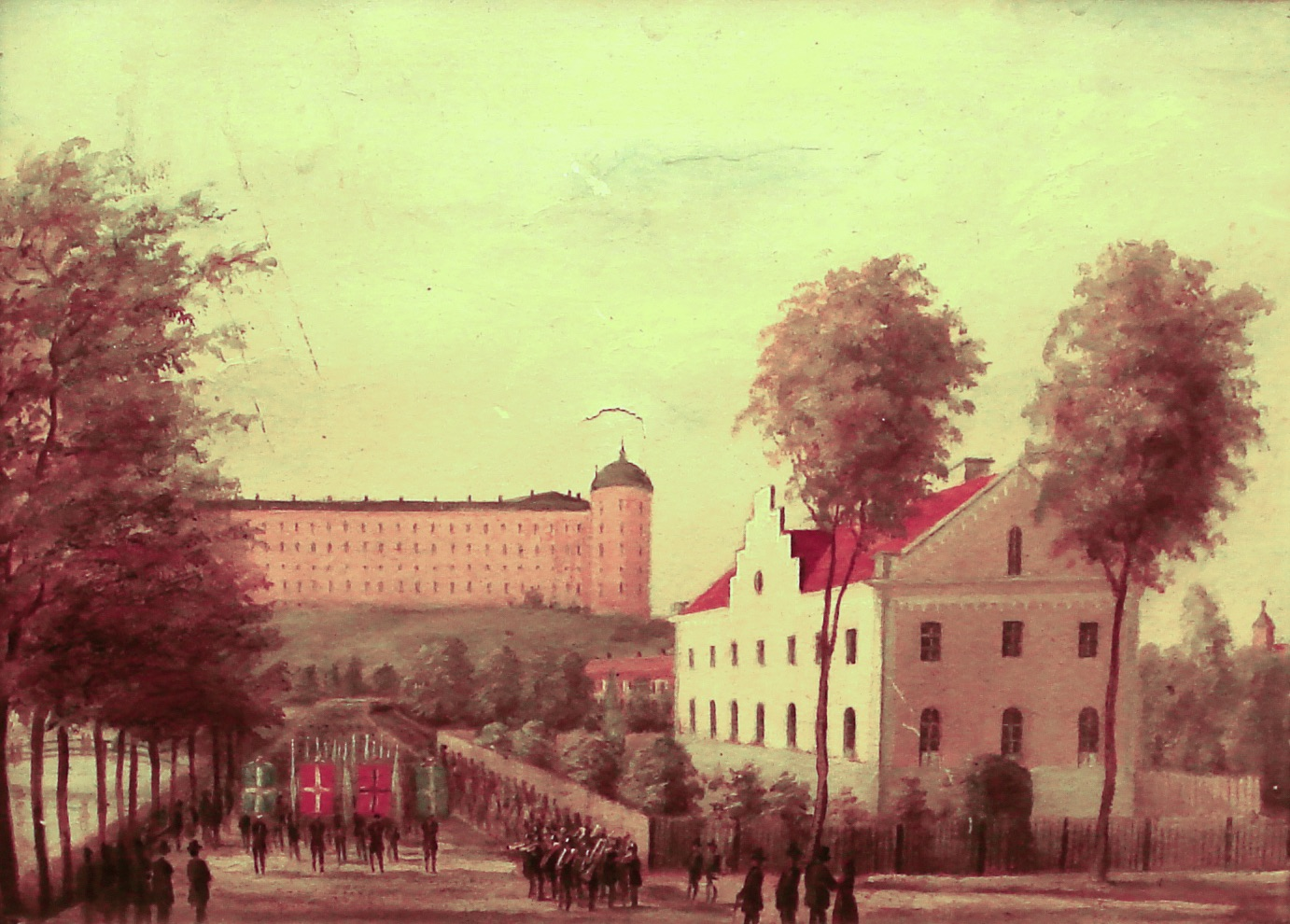
Nordiska studentmötet i Uppsala 1856. Studenter marscherar förbi Svandammen.

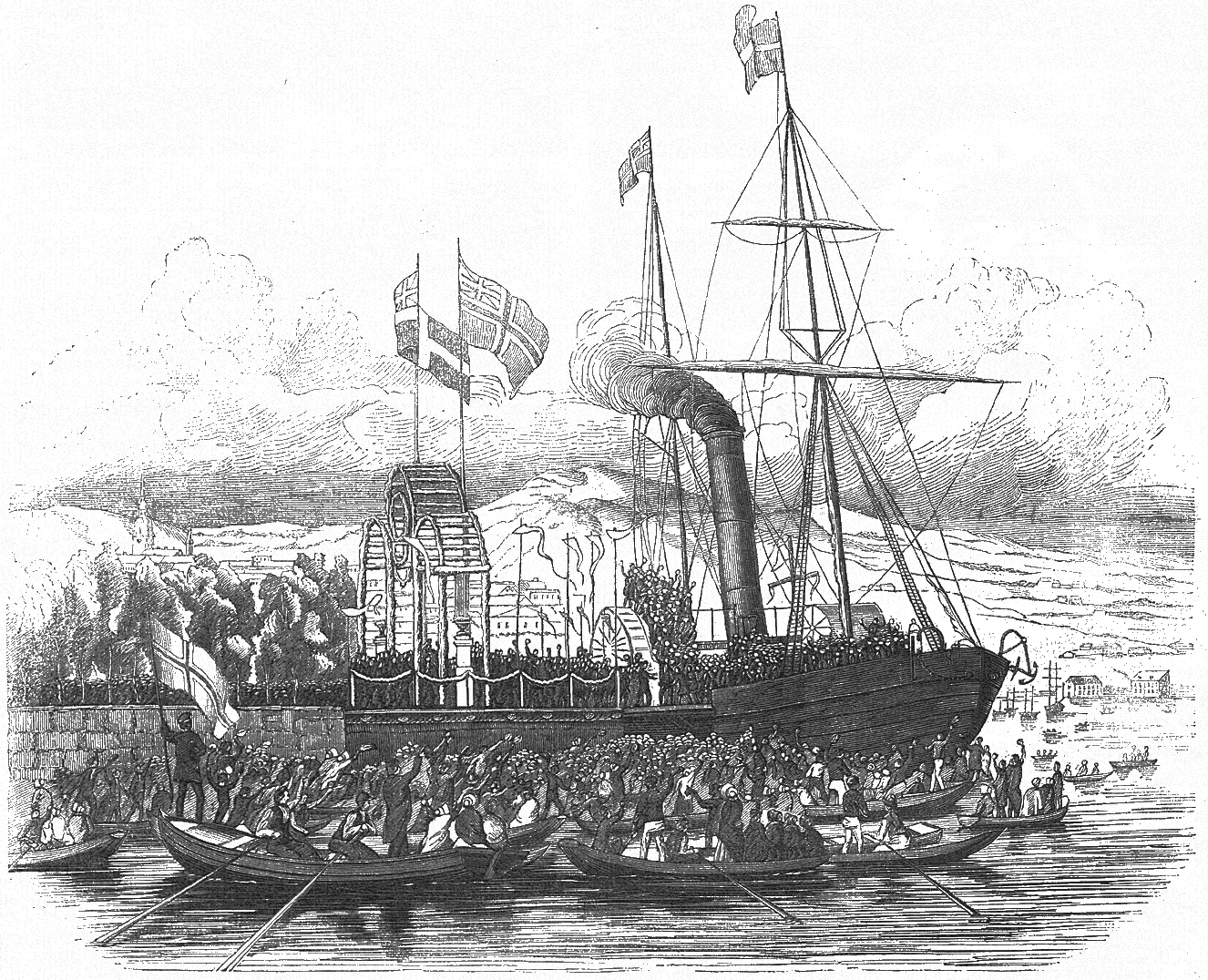
Uppsalastudenternas ankomst till studentmötet i Christiania den 23 juni 1852.

Nordiska studentmöten eller Skandinaviska studentmöten var en serie sammanträdanden mellan studenter vid flera nordiska universitet under 1800-talet. Studenter från Uppsala universitet, Lunds universitet, Köpenhamns universitet och Christianias universitet bjöd alla in till varandras universitetsorter. Även studenter från Kejserliga Alexander-universitetet i Finland var inbjudna, men kunde inte delta då de ålagts med reseförbud av tsaren.
Studentmötena var ett uttryck för de skandinavistiska strömningar som fanns inom norden under mitten på 1800-talet. Skandinavismen hade sitt ursprung vid Köpenhamns universitet, bland annat som med avsikt att knyta en försvarsallians med Sverige-Norge gentemot det växande Preussen. Skandinavismen spred sig till Sverige vintern 1838 då Köpenhamnsstudenterna tågade över det frusna Öresund för att träffa Lundastudenter. Det första studentmötet kom att hållas i Uppsala år 1843. Inför detta möte skapades studentmössan, som inför nästa möte, år 1845 i Köpenhamn och Lund, antogs som gemensam mössa för studenter vid alla nordiska universitet. 1851 bjöd studenterna vid Christiania in till studentmöte, men Uppsalastudenterna kunde inte delta vid detta tillfälle då datumet sammanföll med magisterpromotionen och terminen fortfarande var igång. Uppsalastudenterna färdades därför istället till Christiania det följande året 1852.
Det sista studentmötet hålls i Uppsala i juni år 1875. Gästerna mottogs den 3 juni vid Uppsala centralstation av en samtliga Uppsalastudenter, och välkomnades av Allmänna sången och studentorkestern med Studentsången. Den följande dagen hölls middag i Botaniska trädgården med sammanlagt cirka 1600 gäster. Festmiddagen hölls i en provisoriskt och för ändamålet uppförd festsal, på nästan 1000 kvadratmeter och 9 meter i takhöjd. Salen var tänkt att påminna om ett vikingatida långhus. Den följande dagen bjöds gästerna på tågsafari i Uppland, och bland anhalterna återfanns Gamla Uppsala högar, Dannemora gruvor och Älvkarleby. Den 6 juni hölls den stora sångarstriden mellan alla nordens studentkörer i Carolina Rediviva. Striden kollapsade dock snarare i allsång bland alla de cirka 2000 närvarande. Den sista dagen hölls en stor avskedsmiddag i festsalen i Botaniska trädgården. Gästerna avreste slutligen med ångbåt längs Fyrisån och vidare ut mot Mälaren.

## Lista över studentmöten
- 1843 − Uppsala
- 1845 − Köpenhamn & Lund
- 1851/1852 − Christiania
- 1856 − Uppsala
- 1862 − Köpenhamn & Lund
- 1869 − Christiania
- 1875 − Uppsala